# KRTAP22-1
KRTAP22-1 (англ. Keratin associated protein 22-1) – білок, який кодується однойменним геном, розташованим у людей на довгому плечі 21-ї хромосоми. Довжина поліпептидного ланцюга білка становить 48 амінокислот, а молекулярна маса — 5 275.
| 10         |  | 20         |  | 30         |  | 40         |  | 50       |
| ---------- |  | ---------- |  | ---------- |  | ---------- |  | -------- |
| MSFDNNYHGG |  | QGYAKGGLGC |  | SYGCGLSGYG |  | YACYCPWCYE |  | RSWFSGCF |

A: Аланін

C: Цистеїн

D: Аспарагінова кислота

E: Глутамінова кислота

F: Фенілаланін

G: Гліцин

H: Гістидин

K: Лізин

L: Лейцин

M: Метіонін

N: Аспарагін

P: Пролін

Q: Глутамін

R: Аргінін

S: Серин

W: Триптофан